# Cadiouclanis
Cadiouclanis este un gen de molii din familia Sphingidae. Conține o singură specie, Cadiouclanis bianchii, care este întâlnită în Etiopia.